# Kanton Liévin-Sud
Kanton Liévin-Sud (francouzsky Canton de Liévin-Sud) byl francouzský kanton v departementu Pas-de-Calais v regionu Nord-Pas-de-Calais. Tvořily ho tři obce. Zrušen byl po reformě kantonů 2014.

## Obce kantonu
- Angres
- Éleu-dit-Leauwette
- Liévin (jižní část)